# Kevin Larsen
Kevin Larsen (10 mei 1986) is een voetballer uit Noorwegen. Op dit moment speelt hij voor Hønefoss BK als verdediger. Daarnaast heeft hij wedstrijden gespeeld in het nationale team van Noorwegen onder 21 jaar.
In het verleden speelde hij voor Store Bergan en Runar in zijn geboorteplaats Sandefjord. Zijn officiële debuut maakte hij bij de club FC Lyn Oslo in 2005. Op 25 oktober 2007 tekende Larsen een contract voor drie jaar bij Tromsø I.L.